# Championnats du monde de judo
Les Championnats du monde de judo sont une compétition organisée tous les ans par la Fédération internationale de judo (International judo federation – IJF). C'est dans ce cadre que sont décernés les titres de champions du monde individuels seniors de judo. Depuis la première édition en 1956, la forme, la périodicité, le nombre d'épreuves et les catégories de poids ont beaucoup évolué. Ils ont ainsi lieu sur un rythme annuel depuis 2009 à l'exception des années olympiques.

## Histoire

### Premières éditions et hégémonie japonaise
Les premiers Championnats du monde sont organisés à Tokyo au Japon en 1956. Il n'y a alors qu'une seule compétition masculine, celle des toutes catégories ou open, épreuve traditionnelle de ce sport inventé au Japon. La victoire revint à un Japonais, Shokichi Natsui, qui à cette occasion devient le premier champion du monde de l'histoire de ce sport. Les deuxièmes Championnats du monde sont organisés deux ans plus tard, de nouveau à Tokyo et voient la nouvelle victoire d'un combattant nippon. En 1961, les mondiaux s'exportent pour la première fois hors du Japon et se déroulent à Paris en France. À cette occasion, le Néerlandais Anton Geesink brise l'hégémonie japonaise en remportant la médaille d'or en toutes catégories.

### L'ouverture au monde
Les Championnats du monde 1965 sont organisés à Rio de Janeiro au Brésil, et donc pour la première fois sur le continent américain. La compétition est alors ouverte à trois nouvelles catégories de poids en plus de celle déjà existante : les en dessous de 68 kg, les en dessous de 80 kg et les au-dessus de 80 kg. C'est à cette époque, en 1964, que le judo devint sport olympique aux Jeux olympiques de Tokyo. Après une absence en 1968, le judo s'installe définitivement comme sport olympique en 1972 à Munich.
Malgré cet élargissement progressif, il faut attendre 1980 pour que les femmes puissent participer à des Championnats du monde. Le premier championnat du monde féminin est organisé à New York. Pendant un certain nombre d'années ce championnat aura lieu en alternance avec les mondiaux masculins organisés lors des années impaires. C'est à Essen en Allemagne, lors des Championnats du monde de judo 1987 que les compétitions masculines et féminines sont regroupées pour la première fois. Les Championnats sous cette nouvelle formule continuent d'être organisés selon un cycle bisannuel. Les Championnats du monde de judo 2005 furent organisés pour la première fois sur le continent africain au Caire, en Égypte. En 2007, ils ont lieu à Rio de Janeiro (Brésil).
À partir des Championnats du monde de 2009, organisés à Rotterdam (Pays-Bas), la cadence est devenue annuelle hors année olympique.

## Épreuves
Quatorze épreuves constituent le programme actuel des Championnats du monde, ce depuis l'édition 2009 qui voit la disparition des épreuves toutes catégories, désormais organisées dans le cadre d'un championnat distinct.
À partir de l' édition de 2017, l'épreuve par équipe est mixte.

### Hommes
| Édition     | Catégorie de poids ou épreuve | Catégorie de poids ou épreuve | Catégorie de poids ou épreuve | Catégorie de poids ou épreuve | Catégorie de poids ou épreuve | Catégorie de poids ou épreuve | Catégorie de poids ou épreuve | Catégorie de poids ou épreuve | Catégorie de poids ou épreuve |
| Édition     | Super-légers                  | Mi-légers                     | Légers                        | Mi-moyens                     | Moyens                        | Mi-lourds                     | Lourds                        | Open                          | Par équipes                   |
| ----------- | ----------------------------- | ----------------------------- | ----------------------------- | ----------------------------- | ----------------------------- | ----------------------------- | ----------------------------- | ----------------------------- | ----------------------------- |
| 1956 à 1961 | -                             | -                             | -                             | -                             | -                             | -                             | -                             | x                             | -                             |
| 1965        | -                             | -                             | x                             | -                             | x                             | -                             | x                             | x                             | -                             |
| 1967 à 1975 | -                             | x                             | x                             | -                             | x                             | x                             | x                             | x                             | -                             |
| 1979 à 2007 | x                             | x                             | x                             | x                             | x                             | x                             | x                             | x                             | -                             |
| 2009        | x                             | x                             | x                             | x                             | x                             | x                             | x                             | -                             | -                             |
| 2010        | x                             | x                             | x                             | x                             | x                             | x                             | x                             | x                             | -                             |
| 2011 à 2025 | x                             | x                             | x                             | x                             | x                             | x                             | x                             | -                             | x                             |

### Femmes
| Édition     | Catégorie de poids ou épreuve | Catégorie de poids ou épreuve | Catégorie de poids ou épreuve | Catégorie de poids ou épreuve | Catégorie de poids ou épreuve | Catégorie de poids ou épreuve | Catégorie de poids ou épreuve | Catégorie de poids ou épreuve | Catégorie de poids ou épreuve |
| Édition     | Super-légers                  | Mi-légers                     | Légers                        | Mi-moyens                     | Moyens                        | Mi-lourds                     | Lourds                        | Open                          | Par équipes                   |
| ----------- | ----------------------------- | ----------------------------- | ----------------------------- | ----------------------------- | ----------------------------- | ----------------------------- | ----------------------------- | ----------------------------- | ----------------------------- |
| 1980 à 2007 | x                             | x                             | x                             | x                             | x                             | x                             | x                             | x                             | -                             |
| 2009        | x                             | x                             | x                             | x                             | x                             | x                             | x                             | -                             | -                             |
| 2010        | x                             | x                             | x                             | x                             | x                             | x                             | x                             | x                             | -                             |
| 2011 à 2025 | x                             | x                             | x                             | x                             | x                             | x                             | x                             | -                             | x                             |

### Règlement
Si depuis la création des Championnats du monde, une nation ne pouvait aligner qu'un représentant par catégorie, il est possible, à partir de l'édition 2010, pour chaque délégation, d'engager deux représentants par catégorie, quatre en toutes catégories. Deux couleurs de judogi sont utilisées pour différencier les judokas lors du combat depuis l'année 1998 : le blanc (couleur traditionnelle) et le bleu. Alors qu'un tirage au sort était jusqu'alors en vigueur pour désigner le porteur de telle ou telle tenue, il est décidé l'application d'une nouvelle règle lors du Congrès de l'IJF se tenant à Paris en août 2011, en prélude aux Championnats du monde qui inaugurent le concept au niveau élite après avoir été testé lors des Mondiaux cadets. Cette règle s'appuie sur un tirage au sort : lors de l'établissement des tableaux de combat, le premier judoka hérite désormais du judogi blanc tandis que le second est vêtu de bleu.

## Lieux des championnats du monde seniors
Organisés depuis 2001 sur les continents asiatique, africain puis sud-américain, les championnats retrouvent le continent européen en 2009 à Rotterdam et en 2011 à Paris. Entre ces deux éditions, le rythme devient annuel et Tokyo accueille l'événement en 2010. 2012 ne voit aucune compétition organisée en raison des Jeux olympiques tandis que l'édition 2013 s'arrête au Brésil, à Rio de Janeiro, comme une répétition générale dans l'optique des Jeux olympiques de 2016 organisés dans la cité carioca.
| Année | Championnats du monde masculins ou féminins | Championnats du monde masculins ou féminins | Championnats du monde masculins ou féminins | Championnats du monde masculins ou féminins | Meilleur pays |
| Année | Masculins                                   | Masculins                                   | Féminins                                    | Féminins                                    | Meilleur pays |
| Année | #                                           | Lieu                                        | #                                           | Lieu                                        | Meilleur pays |
| ----- | ------------------------------------------- | ------------------------------------------- | ------------------------------------------- | ------------------------------------------- | ------------- |
| 1956  | I                                           | Tokyo, Japon                                |                                             |                                             | Japon         |
| 1958  | II                                          | Tokyo, Japon                                |                                             |                                             | Japon         |
| 1961  | III                                         | Paris, France                               |                                             |                                             | Pays-Bas      |
| 1965  | IV                                          | Rio de Janeiro, Brésil                      |                                             |                                             | Japon         |
| 1967  | V                                           | Salt Lake City, États-Unis                  |                                             |                                             | Japon         |
| 1969  | VI                                          | Mexico, Mexique                             |                                             |                                             | Japon         |
| 1971  | VII                                         | Ludwigshafen, RFA                           |                                             |                                             | Japon         |
| 1973  | VIII                                        | Lausanne, Suisse                            |                                             |                                             | Japon         |
| 1975  | IX                                          | Vienne, Autriche                            |                                             |                                             | Japon         |
| 1979  | X                                           | Paris, France                               |                                             |                                             | Japon         |
| 1980  |                                             |                                             | XI                                          | New York, États-Unis                        | Autriche      |
| 1981  | XII                                         | Maastricht, Pays-Bas                        |                                             |                                             | Japon         |
| 1982  |                                             |                                             | XIII                                        | Paris, France                               | France        |
| 1983  | XIV                                         | Moscou, Union soviétique                    |                                             |                                             | Japon         |
| 1984  |                                             |                                             | XV                                          | Vienne, Autriche                            | Belgique      |
| 1985  | XVI                                         | Séoul, Corée du Sud                         |                                             |                                             | Japon         |
| 1986  |                                             |                                             | XVII                                        | Maastricht, Pays-Bas                        | Royaume-Uni   |

| Année | Championnats du monde réunifiés | Championnats du monde réunifiés | Meilleur pays   | Participants |
| Année | #                               | Lieu                            | Meilleur pays   | Participants |
| ----- | ------------------------------- | ------------------------------- | --------------- | ------------ |
| 1987  | XVIII                           | Essen, RFA                      | Japon           | 456          |
| 1989  | XIX                             | Belgrade, Yougoslavie           | Japon           | 355          |
| 1991  | XX                              | Barcelone, Espagne              | Japon           | 465          |
| 1993  | XXI                             | Hamilton, Canada                | Japon           | 508          |
| 1995  | XXII                            | Chiba, Japon                    | Japon           | 627          |
| 1997  | XXIII                           | Paris, France                   | Japon           | 585          |
| 1999  | XXIV                            | Birmingham, Royaume-Uni         | Japon           | 619          |
| 2001  | XXV                             | Munich, Allemagne               | Japon           | 586          |
| 2003  | XXVI                            | Osaka, Japon                    | Japon           | 631          |
| 2005  | XXVII                           | Le Caire, Égypte                | Japon           | 579          |
| 2007  | XXVIII                          | Rio de Janeiro, Brésil          | Japon           | 743          |
| 2009  | XXIX                            | Rotterdam, Pays-Bas             | Japon           | 538          |
| 2010  | XXX                             | Tokyo, Japon                    | Japon           | 847          |
| 2011  | XXXI                            | Paris, France                   | Japon / France, | 864          |
| 2013  | XXXII                           | Rio de Janeiro, Brésil          | Japon           | 673          |
| 2014  | XXXIII                          | Tcheliabinsk, Russie            | Japon           | 637          |
| 2015  | XXXIV                           | Astana, Kazakhstan              | Japon           | 723          |
| 2017  | XXXV                            | Budapest, Hongrie               | Japon           | 728          |
| 2018  | XXXVI                           | Bakou, Azerbaïdjan              | Japon           | 755          |
| 2019  | XXXVII                          | Tokyo, Japon                    | Japon           | 828          |
| 2021  | XXXVIII                         | Budapest, Hongrie               | Japon           | 661          |
| 2022  | XXXIX                           | Tachkent, Ouzbékistan           | Japon           | 571          |
| 2023  | XL                              | Doha, Qatar                     | Japon           | 657          |
| 2024  | XLI                             | Abou Dabi, Émirats arabes unis  | Japon           | 658          |
| 2025  | XLII                            | Budapest, Hongrie               | Japon           | 556          |

## Records

### Hommes
Décompte jusqu'aux championnats du monde 2023.
Depuis les championnats du monde 2009, ils sont annuels, contrairement à avant où ils étaient biannuels, ce qui peut expliquer en partie la domination dans ce classement de judokas participant depuis 2009, par rapport à leurs aînés.
| Rang | Nation              | Or | Argent | Bronze | Total |
| ---- | ------------------- | -- | ------ | ------ | ----- |
| 1    | Teddy Riner         | 11 | 1      | 0      | 12    |
| 2    | Naoya Ogawa         | 4  | 0      | 3      | 7     |
| 3    | Hifumi Abe          | 4  | 0      | 1      | 5     |
| 3    | Naohisa Takatō      | 4  | 0      | 1      | 5     |
| 5    | Shozo Fujii         | 4  | 0      | 0      | 4     |
| 5    | Yasuhiro Yamashita  | 4  | 0      | 0      | 4     |
| 5    | David Douillet      | 4  | 0      | 0      | 4     |
| 8    | Ilias Iliadis       | 3  | 2      | 1      | 6     |
| 9    | Alexander Mikhaylin | 3  | 0      | 2      | 5     |
| 10   | Toshihiko Koga      | 3  | 0      | 1      | 4     |
| 11   | Kōsei Inoue         | 3  | 0      | 0      | 3     |
| 11   | Masashi Ebinuma     | 3  | 0      | 0      | 3     |
| 11   | Shohei Ono          | 3  | 0      | 0      | 3     |
| 14   | Hiroshi Minatoya    | 2  | 2      | 0      | 4     |
| 15   | Shinichi Shinohara  | 2  | 1      | 2      | 5     |
| 16   | Udo Quellmalz       | 2  | 1      | 1      | 4     |
| 16   | Fabien Canu         | 2  | 1      | 1      | 4     |
| 18   | Riki Nakaya         | 2  | 1      | 0      | 3     |
| 18   | Pawel Nastula       | 2  | 1      | 0      | 3     |
| 18   | Wim Ruska           | 2  | 1      | 0      | 3     |
| 21   | Arash Miresmaeili   | 2  | 0      | 2      | 4     |
| 22   | Rishod Sobirov      | 2  | 0      | 1      | 3     |
| 22   | Wang Ki-Chun        | 2  | 0      | 1      | 3     |
| 22   | Masatoshi Shinomaki | 2  | 0      | 1      | 3     |
| 22   | Rafał Kubacki       | 2  | 0      | 1      | 3     |
| 22   | Detlef Ultsch       | 2  | 0      | 1      | 3     |
| 27   | Tengiz Khubuluri    | 2  | 0      | 0      | 2     |
| 27   | João Derly          | 2  | 0      | 0      | 2     |

### Femmes
Plus grand nombre de médailles d'or
- Ryoko Tani : 7 titres (tous en -48 kg).
- Ingrid Berghmans : 6 titres (4 en toutes catégories et 2 en -72 kg).
- Tong Wen : 6 titres (4 en + 78 kg et 2 en toutes catégories).
- Clarisse Agbegnenou : 6 titres (tous en - de 63 kg).
- Fenglian Gao (Chine) : 4 titres (3 en +72 kg et un en toutes catégories).
- Karen Briggs (Royaume-Uni) : 4 titres (tous en -48 kg).
- Noriko Anno (Japon) : 4 titres (1 en -72 kg et 3 en +78 kg).

Plus grand nombre de médailles
- Ingrid Berghmans (Belgique) : 11 médailles (6 en or, 4 en argent, 1 en bronze).
- Ryoko Tani (Japon) : 8 médailles (7 en or, 1 en bronze).
- Clarisse Agbegnenou : 8 médailles (6 en or, 2 en argent).
- Driulis González (Cuba) : 7 médailles (3 en or, 1 en argent, 3 en bronze).

Plus jeune championne du monde
- Daria Bilodid (Ukraine) : sacrée en 2018 à 17 ans et 345 jours[10].

## Championnat du monde par équipes
C'est à l'instigation de la Fédération française de judo que naît la Coupe du monde de judo par équipes dont la première édition se déroule en 1994, à Paris,,. Elle est alors réservée aux hommes. En 1997, les femmes ont droit à leur propre  tournoi organisé à Osaka, au Japon, le 19 janvier. Bien que la compétition soit jugée très peu convaincante en raison de l’absence de nombreux pays européens, elle est considérée toutefois comme la première Coupe du monde féminine par équipes. En fait, il faut attendre l’édition suivante  pour assister à une compétition féminine mondiale vraiment représentative à l’occasion de la Coupe du monde 1998 qui se déroule à Minsk, en Biélorussie, cette fois conjointement avec l’épreuve masculine. Minsk ayant été désignée ville hôte en octobre 1997 à la suite du retrait des Pays-Bas.

Suivant un rythme quadriennal, la compétition suivante a lieu en 2002 à Bâle, en Suisse . En cette même année, l’Union européenne de judo crée une compétition continentale calquée sur le modèle planétaire et qui permet de qualifier les quatre premières équipes nationales pour les mondiaux par équipes. Désormais intitulés Championnats du monde par équipes, les épreuves se déroulent pour la deuxième fois à Paris en 2006, la ville ayant été désignée hôte par la Fédération internationale (IJF) en septembre 2003 aux dépens de la candidature cubaine.

En 2006, la périodicité des compétitions par équipes devient annuelle et la cinquième édition a lieu dès l'année 2007. En revanche, à partir de 2011, les épreuves par équipes sont dorénavant disputées conjointement avec les épreuves individuelles, dans le cadre des mêmes championnats du monde, exception faite de l’édition 2012.

À partir de 2017, ces championnats du monde changent de format. Chaque nation est dorénavant représentée par une équipe mixte regroupant garçons et filles. Une seule compétition remplaçant les épreuves masculines et féminines des années précédentes.  
| Année | Ville et pays                  | Dates                   |
| ----- | ------------------------------ | ----------------------- |
| 1994  | Paris, France                  | 25 septembre            |
| 1997  | Osaka, Japon                   | 19 janvier              |
| 1998  | Minsk, Biélorussie             | 12 - 13 septembre       |
| 2002  | Bâle, Suisse                   | 31 août - 1er septembre |
| 2006  | Paris, France                  | 16 - 17 septembre       |
| 2007  | Pékin, Chine                   | 17 - 18 novembre        |
| 2008  | Tokyo, Japon                   | 4 - 5 octobre           |
| 2010  | Antalya, Turquie               | 30 - 31 octobre         |
| 2011  | Paris, France                  | 28 août                 |
| 2012  | Salvador de Bahia, Brésil      | 27 - 28 octobre         |
| 2013  | Rio de Janeiro, Brésil         | 1er septembre           |
| 2014  | Tcheliabinsk, Russie           | 25 - 31 août            |
| 2015  | Astana, Kazakhstan             | 24 - 30 août            |
| 2017  | Budapest, Hongrie              | 28 août - 3 septembre   |
| 2018  | Bakou, Azerbaïdjan             | 20 - 27 septembre       |
| 2019  | Tokyo, Japon                   | 25 août - 1er septembre |
| 2021  | Budapest, Hongrie              | 6 juin - 13 juin        |
| 2022  | Tachkent, Ouzbekistan          | 6 octobre - 13 octobre  |
| 2023  | Doha, Qatar                    | 7 mai - 14 mai          |
| 2024  | Abou Dabi, Émirats arabes unis | 19 mai - 24 mai         |
| 2025  | Budapest, Hongrie              | 13 juin - 20 juin       |

## Championnat du monde toutes catégories
Depuis 2008, le titre mondial open ou toutes catégories est décerné au cours d'un championnat distinct des Championnats du monde. En 2008, la première édition de cette compétition se déroule en France à Levallois-Perret. L'année suivante, pour le 150e anniversaire de la naissance de Jigoro Kano, l'épreuve toutes catégories est exceptionnellement réintégrée au programme des Championnats du monde de judo 2010. Dès 2011, la ville russe de Tioumen (ville natale de Raspoutine), au sud de la Sibérie occidentale, accueille de nouveau un rendez-vous distinct.
| Année | Édition | Ville et pays            |
| ----- | ------- | ------------------------ |
| 2008  | I       | Levallois-Perret, France |
| 2011  | II      | Tioumen, Russie          |
| 2017  | III     | Marrakech, Maroc         |

## Répartition par nations de toutes les médailles des Championnats du monde
Dans ce tableau, sont comptabilisées toutes les médailles des compétitions individuelles masculines et féminines, par équipes et « open ». 

Figurent donc les médailles de toutes les compétitions individuelles et par équipes de 1956 à 2019. Mais aussi celles des compétitions par équipes non conjointes aux épreuves individuelles. C’est-à-dire celles des années 1994, 1997,1998, 2002, 2006, 2007, 2008, 2010, 2012. (Voir Championnats du monde par équipes de judo) Egalement, celles des épreuves toutes catégories : 2008, 2011,2017

Tableau mis à jour après l’édition 2025. 

| Rang | Nation               | Or  | Argent | Bronze | Total |
| ---- | -------------------- | --- | ------ | ------ | ----- |
| 1    | Japon                | 186 | 114    | 132    | 432   |
| 2    | France               | 65  | 47     | 91     | 203   |
| 3    | Corée du Sud         | 32  | 12     | 72     | 116   |
| 4    | Cuba                 | 21  | 25     | 41     | 87    |
| 5    | Chine                | 21  | 14     | 22     | 57    |
| 6    | Pays-Bas             | 17  | 22     | 57     | 96    |
| 7    | Royaume-Uni          | 16  | 19     | 33     | 68    |
| 8    | Géorgie              | 15  | 16     | 30     | 61    |
| -    | Union soviétique     | 11  | 13     | 33     | 57    |
| 9    | Russie*              | 9   | 21     | 45     | 75    |
| 10   | Brésil               | 9   | 20     | 39     | 68    |
| 11   | Belgique             | 9   | 17     | 21     | 47    |
| 12   | Allemagne            | 9   | 16     | 38     | 63    |
| 13   | Italie               | 8   | 12     | 24     | 44    |
| 14   | Pologne              | 6   | 5      | 25     | 36    |
| 14   | Mongolie             | 6   | 5      | 25     | 36    |
| 16   | Espagne              | 5   | 10     | 15     | 30    |
| 17   | Ouzbékistan          | 5   | 7      | 11     | 23    |
| 18   | Corée du Nord        | 5   | 5      | 8      | 18    |
| 19   | États-Unis           | 4   | 8      | 17     | 29    |
| 20   | Autriche             | 4   | 2      | 11     | 17    |
| 21   | Canada               | 3   | 7      | 11     | 21    |
| 22   | Azerbaïdjan          | 3   | 6      | 20     | 29    |
| 23   | Ukraine              | 3   | 4      | 11     | 18    |
| 24   | Israël               | 3   | 4      | 8      | 15    |
| -    | Allemagne de l'Est   | 3   | 3      | 14     | 20    |
| 25   | Grèce                | 3   | 2      | 2      | 7     |
| -    | AIN                  | 3   | 1      | 4      | 8     |
| 26   | Iran                 | 3   | 0      | 5      | 8     |
| 27   | Colombie             | 3   | 0      | 3      | 6     |
| -    | Allemagne de l'Ouest | 2   | 10     | 25     | 37    |
| 28   | Hongrie              | 2   | 7      | 18     | 27    |
| 29   | Kazakhstan           | 2   | 6      | 8      | 16    |
| 30   | Portugal             | 2   | 5      | 8      | 15    |
| 31   | Argentine            | 2   | 2      | 1      | 5     |
| 31   | Croatie              | 2   | 2      | 1      | 5     |
| 33   | Kosovo               | 2   | 1      | 7      | 10    |
| 34   | République tchèque   | 2   | 1      | 3      | 6     |
| 35   | Slovénie             | 1   | 6      | 8      | 15    |
| 36   | Suisse               | 1   | 2      | 4      | 7     |
| 37   | Serbie               | 1   | 2      | 2      | 5     |
| 38   | Tunisie              | 1   | 0      | 4      | 5     |
| 39   | Yougoslavie          | 1   | 0      | 2      | 3     |
| 40   | Venezuela            | 1   | 0      | 0      | 1     |
| 41   | Turquie              | 0   | 4      | 10     | 14    |
| 42   | Roumanie             | 0   | 4      | 9      | 13    |
| 43   | Australie            | 0   | 3      | 3      | 6     |
| 44   | Estonie              | 0   | 3      | 1      | 4     |
| 45   | Biélorussie          | 0   | 2      | 7      | 9     |
| 46   | Égypte               | 0   | 2      | 3      | 5     |
| 46   | Suède                | 0   | 2      | 3      | 5     |
| -    | Tchécoslovaquie      | 0   | 2      | 2      | 4     |
| 48   | Moldavie             | 0   | 1      | 4      | 5     |
| 48   | Tadjikistan          | 0   | 1      | 4      | 5     |
| 50   | Bulgarie             | 0   | 1      | 3      | 4     |
| 51   | Taipei chinois       | 0   | 1      | 2      | 3     |
| 52   | Algérie              | 0   | 1      | 1      | 2     |
| 52   | Norvège              | 0   | 1      | 1      | 2     |
| 52   | Porto Rico           | 0   | 1      | 1      | 2     |
| 52   | Bosnie-Herzégovine   | 0   | 1      | 1      | 2     |
| 56   | Monténégro           | 0   | 1      | 0      | 1     |
| 57   | Émirats arabes unis  | 0   | 0      | 3      | 3     |
| 58   | Finlande             | 0   | 0      | 2      | 2     |
| 59   | Arménie              | 0   | 0      | 1      | 1     |
| 59   | Lettonie             | 0   | 0      | 1      | 1     |
| 59   | Lituanie             | 0   | 0      | 1      | 1     |
| 59   | Serbie-et-Monténégro | 0   | 0      | 1      | 1     |
| 59   | Nouvelle-Zélande     | 0   | 0      | 1      | 1     |
| 59   | Corée unifiée        | 0   | 0      | 1      | 1     |
| 59   | Kirghizistan         | 0   | 0      | 1      | 1     |
|      |                      | 512 | 512    | 1026   | 2050  |

- Les médailles acquises sous l'étiquette de la Fédération russe de judo, en 2021, sont comptabilisées dans le total de la Russie.